# Roland Napoleó Bonaparte
Roland Napoléon Bonaparte (París, 19 de maig de 1858 - 4 d'abril de 1924), 6è príncep de Canino, fou un militar i antropòleg francès, fill de Pierre Napoléon Bonaparte i Justine Leonora Ruffin.
En la seva joventut fou militar servint en regiment d'infanteria fins al 1883 en què demanà de passar a la reserva per dedicar-se als seus treballs científics; fou exclòs definitivament de l'exèrcit per la Llei de 1886. En aquesta data ja s'havia destacat pels seus notables estudis etnogràfics i històrics havent arribat a reunir una biblioteca de més de 200.000 volums. A més posseïa una inestimable col·lecció de fotografies etnogràfiques i un herbari amb un milió d'exemplars.
Realitzà nombrosos viatges per Europa i Amèrica estudiant amb el doctor Paul Topinard i d'altres savis les races, costums, fauna i flora de diversos països i va pertànyer a nombroses corporacions científiques, tant franceses com estrangeres. estrangeres.

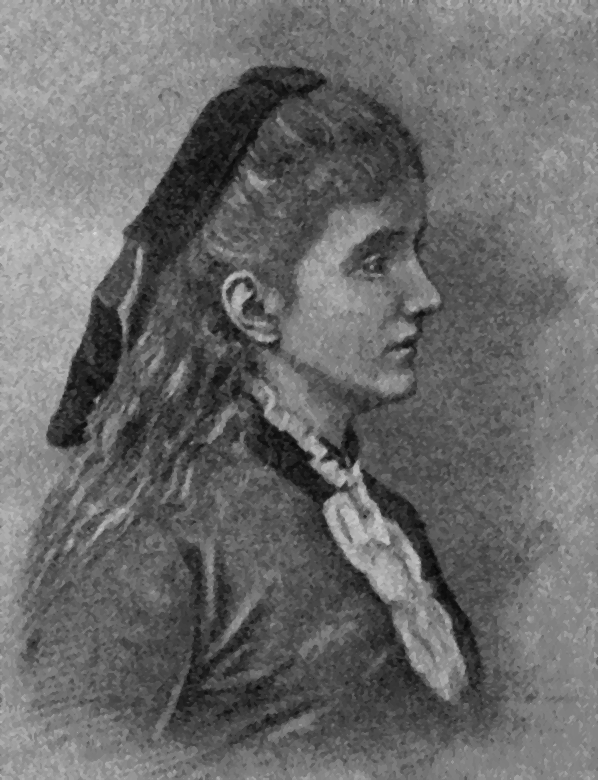
Maria-Fèlix Blanc esposa de Roland

El 1880 casà amb Marie-Fèlix Blanc, filla de l'arrendatari del casino de Montecarlo, que el deixà vidu el 1882 al néixer la seva filla Maria, que casà el 1907 amb el príncep Jordi de Grècia. Va escriure nombroses obres, entre elles, i sense contar articles, memòries i monografies, les següents:
- Les habitants de Surinam (París, 1884);
- Le Théâtre Javannais (1885);
- Les derniers voyages des Néerladais à la Nouvelle Guinée (1885);
- Notes on the Lapps of Finmark (1885);
- Anthropologie laponne (1886);
- Le fleuve Augusta (1887);
- Le Golfe Huon (1888);
- La pêche à la beleine sur les côtes de Norvège (1888);
- Les Danseuses Javanaises (1889);
- Le Glacier d'Aletsch et le lac de Maerjelen (París, 1889);
- Les Somalis (1890);
- Le premier établissement des Néerlandais à Maurice (París, 1890);
- Assemblées démocratiques en Suisse (1890);
- Une excursion en Corse (París, 1891);
- Documents de l'èpoque Mongole des XIII et XIV siècles (París, 1895);
- Les Lapons (1895);
- Les idées géographiques à trevers l'histoire.

A més col·laborà a Mexique di début du XX siècle (París, 1904).
Va ser membre d'institucions diverses, com l'Académie des Sciences. Va ser president de la International Aeronautic Federation i de l'International Anthropological Institute, així com vicepresident de l'International Institute of Sociology i de l'International Federation of Societies and Institutes of Sociology. També va ser president honorari de la Société Internationale des Amis de l'Esperanto, que tenia com a objectiu promoure la llengua auxiliar internacional esperanto.
La seva germana Jeanne nascuda el 1861, casà el 1882 amb el marquès de Vença.